# Dacnis blava
La dacnis blava (Dacnis cayana) és un ocell de la família dels tràupid (Thraupidae).

## Hàbitat i distribució
Viu als clars del bosc, vegetació secundària, bosc obert i matolls de les terres baixes al vessant del Carib del nord-est d'Hondures i Nicaragua, ambdues vessants de Costa Rica i Panamà i des de Colòmbia, Veneçuela, Trinitat i Guaiana, cap al sud, per l'oest dels Andes, fins l'oest de l'Equador i, a l'ample de l'est del Perú, nord i est de Bolívia i Brasil fins Paraguai i nord-est de l'Argentina.